# Mia Farrow
Mia Farrow (født Maria de Lourdes Villiers-Farrow; 9. februar 1945) er en amerikansk skuespiller, sanger og tidligere model. Hun været nomineret til en Golden Globe Award otte gange og en BAFTA Award tre gange. Hun har bl.a. spillet med i film som Rosemary's Baby af Roman Polanski og 1974-filmatiseringen af Den store Gatsby.
Mia Farrow har bl.a. været gift med sangeren Frank Sinatra, og har senere haft et forhold til filminstruktøren Woody Allen. Farrow har spillet med i tretten af Woody Allens film, bl.a. Broadway Danny Rose, Den røde rose fra Cairo og Crimes and Misdemeanors.

## Filmografi i udvalg
- Rosemary's Baby (1968)
- Den store Gatsby (1974)
- Døden på Nilen (1978)
- A Midsummer Night's Sex Comedy (1982)
- Zelig (1983)
- Broadway Danny Rose (1984)
- Den røde rose fra Cairo (1985)
- Hannah and Her Sisters (1986)
- Radio Days (1987)
- September (1987)
- Another Woman (1988)
- New York Stories (1989)
- Crimes and Misdemeanors (1989)
- Alice (1990)
- Shadows and Fog (1992)
- Husbands and Wives (1992)